# Юзівський повіт
Ю́зівський пові́т — адміністративно-територіальна одиниця Донецької губернії з центром у місті Юзівка.

## Географія
Юзівський повіт розташовувався на південному заході Донецької губернії. Проіснував із 16 квітня 1920 р. по 1925 р.
Станом на 1921 рік складався із 40 волостей:
| №  | Назва волості         |
| -- | --------------------- |
| 1  | Авдіївська            |
| 2  | Андріївська           |
| 3  | Бешівська             |
| 4  | Благодатівська        |
| 5  | Богатирська           |
| 6  | Богоявленська         |
| 7  | Велико-Янисольська    |
| 8  | Волноваська           |
| 9  | Врем'ївська           |
| 10 | Галицинівська         |
| 11 | Григорівська          |
| 12 | Грузько-Ломівська     |
| 13 | Єлизаветівська        |
| 14 | Іванівська            |
| 15 | Калино-Зеленопільська |
| 16 | Каракубська           |
| 17 | Комарська             |
| 18 | Константинопольська   |
| 19 | Красногорівська       |
| 20 | Майорська             |
| 21 | Макіївська            |
| 22 | Мар'їнська            |
| 23 | Миколаївська          |
| 24 | Михайлівська          |
| 25 | Нижньо-Кринська       |
| 26 | Нікольська            |
| 27 | Ново-Андріївська      |
| 28 | Ново-Троїцька         |
| 29 | Олександрійська       |
| 30 | Ольгинська            |
| 31 | Павлівська            |
| 32 | Петрівська            |
| 33 | Платонівська          |
| 34 | Олексіївська          |
| 35 | Старо-Керменчицька    |
| 36 | Старо-Михайлівська    |
| 37 | Степано-Кринська      |
| 38 | Стильська             |
| 39 | Улаклицька            |
| 40 | Харцизька             |